# Chromis abyssus
Espèce
Chromis abyssus est une espèce de perciformes de la famille des Pomacentridae qui vit dans le Pacifique, à plus de 110 mètres de fond. 

## Présentation
Ce poisson de 8 cm, moucheté d'un bleu intense se différencie facilement des autres poissons du genre Chromis par sa couleur et sa morphologie.